# Пигаревич, Борис Алексеевич
Борис Алексеевич Пигаревич (15 (27) мая 1898 года, местечко Ильино, Велижский уезд, Витебская губерния — 7 октября 1961 года, Москва) — советский и польский военачальник, генерал-полковник (1955 год), генерал брони (ПНР).

## Биография
Борис Алексеевич Пигаревич родился 15 (27) мая 1898 года в местечке Ильино Велижского уезда Витебской губернии.

### Первая мировая и гражданская войны
В ноябре 1915 года был призван в ряды Русской императорской армии и направлен на учёбу в 1-ю Ораниенбаумскую школу прапорщиков, после окончания которой с ноября 1916 года служил младшим офицером роты в составе 8-го Сибирского стрелкового полка, дислоцированного в Иркутске, а затем в составе 15-го Сибирского стрелкового полка, дислоцированного в Красноярске.
В январе 1917 года был направлен на Западный фронт, где, находясь на этой же должности, принимал участие в боевых действиях в составе 65-го Сибирского и 5-го Сибирского стрелковых полков.
В марте 1918 года был демобилизован из рядов армии в чине прапорщика, а в апреле того же года вступил в ряды РККА, после чего по апрель 1919 года находясь на должностях командира роты и батальона в составе 1-го стрелкового полка (16-я стрелковая дивизия, Южный фронт) принимал участие в боевых действиях против войск под командованием генерала П. Н. Краснова в районах Камышина, станций Елань и Поворино, а затем в наступательных боевых действиях на юг и разгроме противника на Дону. Вскоре Пигаревич принимал участие в оборонительных боевых действиях против войск под командованием генерала А. И. Деникина на реке Северский Донец, в ходе которых был тяжело ранен.
С мая 1920 по январь 1921 года служил на должности начальника хозяйственной команды инженерного батальона, переброшенного из 5-й армии Восточного фронта, после чего принимал участие в ходе советско-польской войны. Вскоре служил на должностях командира взвода и помощника адъютанта 137-го стрелкового полка (16-я стрелковая дивизия). С мая по сентябрь 1921 года принимал участие в боевых действиях против воинских формирований под командованием А. С. Антонова на территории Тамбовской губернии.

### Межвоенное время
С июля 1922 года служил в Ленинградском военном округе на должностях помощника командира и командира роты 46-го стрелкового полка, начальника полковых школ 46-го и 48-го стрелкового полков.
В 1926 году окончил курсы усовершенствования командного состава «Выстрел».
В декабре 1929 года был назначен на должность начальника штаба 47-го стрелкового полка, в феврале 1935 года — на должность помощника начальника штаба 4-й стрелковой дивизии, в июне 1936 года — на должность начальника 1-й части штаба 90-й стрелковой дивизии, в марте 1938 года — на должность помощника начальника штаба, затем — на должность начальника штаба 33-го стрелкового корпуса, а в сентябре 1939 года — на должность начальника штаба 14-й армии. Находясь на этой должности, принимал участие в ходе советско-финской войны, за что был награждён орденами Красного Знамени и Красной Звезды.
В октябре 1940 года был направлен на учёбу в Академию Генерального штаба РККА.

### Великая Отечественная война
18 июля 1941 года Борис Алексеевич Пигаревич был назначен на должность начальника оперативной группы штаба Главного командования Западного стратегического направления под руководством Маршала Советского Союза Б. М. Шапошникова, после чего принимал участие в ходе формирования штаба и координации управления войсками Западного, Северо-Западного и Юго-Западного фронтов.
17 августе 1941 года был назначен на должность начальника штаба 22-й армии, которая оборонялась в районе Великих Лук, а после поражения в Великолукском сражении к началу сентября оборонялась в районе города Андреаполь и севернее. С октября того же года исполнял должность генерал-адъютанта в группе Маршала Советского Союза К. Е. Ворошилова на Калининском фронте, осуществлял контроль и оказывал помощь дивизиям в организации обороны в Калининской оборонительной операции.
В январе 1942 года был назначен на должность начальника штаба 5-й армии, которая принимала участие в ходе контрнаступления под Москвой, а также в Ржевско-Вяземской и Смоленской наступательных операциях. За образцовое выполнение приказов Военного совета армии, умелое и мужественное руководство боевыми операциями и за достигнутые в результате этих операций успехи Борис Алексеевич Пигаревич в апреле 1943 года был награждён орденом Кутузова 2 степени.
В мае 1944 года был назначен на должность начальника штаба Карельского фронта, после чего принимал участие в ходе разработки и проведения Свирско-Петрозаводской наступательной операции, во время которой фронт нанёс тяжёлое поражение противнику, а также освободил большую часть Карело-Финской ССР и её столицу — город Петрозаводск.
С ноября Пигаревич исполнял должность заместителя командующего войсками 14-й армии Карельского фронта, а с 11 ноября 1944 по 8 января 1945 года одновременно командовал 131-м стрелковым корпусом. В боях под городом Киркенес (Норвегия) Борис Алексеевич Пигаревич получил тяжёлую контузию и после завершения операции был эвакуирован в госпиталь. За образцовое выполнение заданий командования, за овладение городом Киркенес и проявленные при этом доблесть и мужество 131-й стрелковый корпус был награждён орденом Красного Знамени.

### Послевоенная карьера

Могила Пигаревича на Москвы.

В августе 1945 года был назначен на должность начальника оперативно-тактического цикла Военной академии имени М. В. Фрунзе, а в январе 1946 года — на должность старшего преподавателя Высшей военной академии имени К. Е. Ворошилова.
В марте 1950 года Пигаревич был откомандирован в распоряжение Министерства национальной обороны Польской народной республики с оставлением в кадрах Советской Армии, где был назначен на должность заместителя начальника Генерального штаба Войска Польского.
Пигаревич исполнял обязанности начальника Генерального штаба Войска польского, пока начальник штаба Владислав Корчиц учился на Высших академических курсах при Высшей военной академии им. К. Е. Ворошилова.
В июне 1957 года был прикомандирован к Генеральному штабу ВС СССР для научно-исследовательской работы, а с августа 1959 года состоял в распоряжении Главного управления кадров Министерства обороны СССР.
Генерал-полковник Борис Алексеевич Пигаревич в октябре 1959 года вышел в отставку. Умер 7 октября 1961 года в Москве.

## Воинские звания
- майор (29.01.1936);
- полковник (12.02.1938);
- комбриг (04.11.1939);
- генерал-майор (4.06.1940);
- генерал-лейтенант (16.10.1943);
- генерал-полковник (12.08.1955).

## Награды
- Орден Ленина (21.02.1945[2]);
- Три ордена Красного Знамени (05.02.1940, 03.11.1944[2]; 26.04.1948[2]);
- Два ордена Кутузова 2-й степени (09.04.1943, 02.11.1944);
- Орден Красной Звезды (07.05.1940);
- Командорский крест ордена Возрождения Польши (ПНР, 1954);
- Орден «Знамя Труда» I степени (ПНР, 1956);
- Бронзовая медаль "Вооружённые силы на службе Родины" (ПНР, 1955);
- Медали.